# Clã Itakura

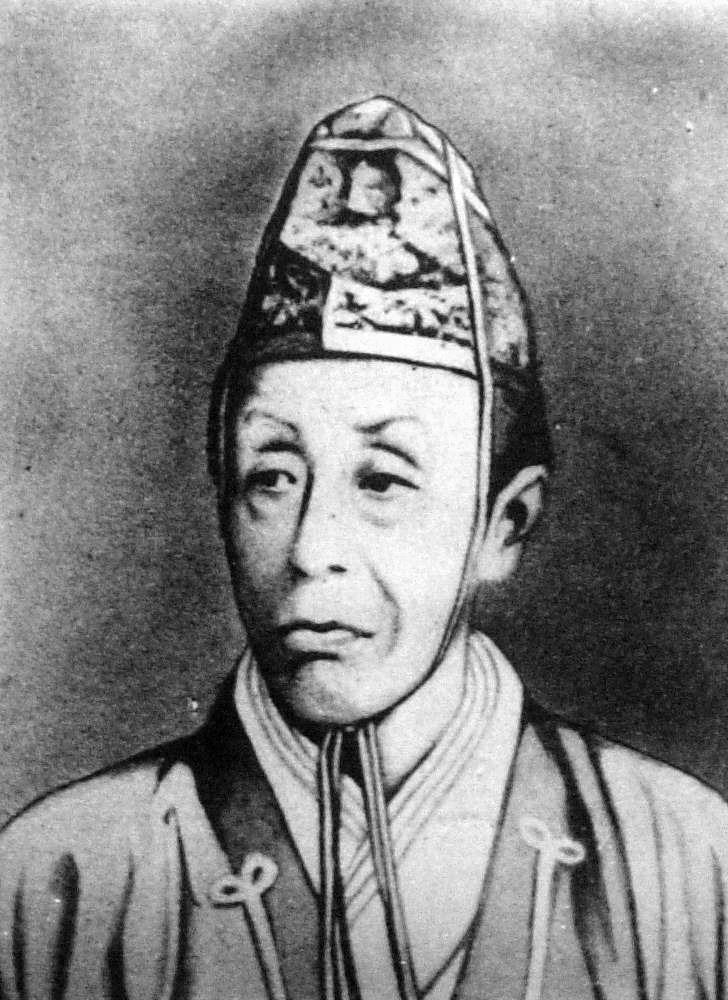
Itakura Katsukiyo, um famoso membro do clã no século XIX

O clã Itakura (板倉氏, Itakura-shi) foi um clã do Japão que se tornou proeminente durante o Período Sengoku.  A família reclamava descendência de Shibukawa Yoshiaki, filho de Ashikaga Yasuuji, um parente dos xoguns Ashikaga.  Ao longo do tempo, o clã originou diversos ramos de daimyo, controlando os domínios de Bitchū-Matsuyama, Niwase, Fukushima e Annaka.
Um dos descendentes de Yoshiaki foi até a província de Mikawa e passou a servir ao clã Matsudaira; os Itakura subsequentemente se tornaram fudai. Os Itakura serviram aos Matsudaira durante a sua ascensão ao poder no século XVI, e se tornaram oficiais do novo xogunato Tokugawa.
No Período Edo, os Itakura foram um dos fudai daimyō (internos), vassalos hereditários ou aliados do clã Tokugawa, em contraste com os tozama ou clãs de fora.

## Genealogia do clã Itakura
O clã fudai Itakura surgiu no século XVII em Mikawa. Descenderiam dos Seiwa-Genji através do ramo Shibukawa da Família Imperial.
- O ramo principal dos Itakura foi criado em 1609.[2] Depois da Batalha de Sekigahara, os Itakura receberam responsabilidades consideráveis no governo xogunal.  Itakura Katsushige (1542–1624) foi nomeado Kyoto shoshidai em 1601 e continuou no cargo por vinte anos.  Durante esse período, Katsushige teve significantes aumentos no rendimento concedido pelo xogunato.  Sua importância para o xogunato pode ser percebida pelo seu rendimento anual recorde de 40000 koku; entretanto, ele não controlava nenhum castelo.  Como compensação, Katsushige recebeu o título de Iga no kami.[4] Itakura Shigemune (1587–1656) era o filho mais velho de Katsushige; sucedeu-o no posto de Kyoto shoshidai em 1620, continuando no cargo até 1654. Dois anos depois, tornou-se daimyō no domínio de Sekiyado (50000 koku) na província de Shimōsa.  Itakura Shigesato (1620–1660), o filho mais velho de Shigemune, era conhecido como Awa no kami e recebeu do xogunato o título de Jisha-bugyō.  Seus descendentes viriam a residir no domínio de Kameyama na província de Ise em 1669; no domínio de Toba na província de Shima em 1710; em Kameyama em Ise em 1717; e finalmente, de 1744 a 1868, em Matsuyama (50000 koku) na província de Bitchū.  O chefe do clã recebeu o título de "Visconde" na era Meiji.[3]
- Um ramo dos Itakura foi criado em 1624[2] descendendo de Itakura Shigemasa (1588–1638), o segundo filho de Itakura Katsushige.  Ele recebeu 15000 koku dos rendimentos da província de Mikawa pelo seu desempenho no Cerco de Osaka em 1615.  Subsequentemente, Itakura Shigenori (1617–1673), filho de Shigemasa, foi Osaka jodai e rōjū, e então Kyoto shoshidai em 1668. Em 1672, recebeu o feudo de Kasuyama (60000 koku) na província de Shimotsuke.  Itakura Shigetane (1640–1705), filho de Shigenori, foi instalado em 1680 no domínio de Iwatsuki na província de Musashi, e no ano seguinte, foi transferido para o domínio de Sakamoto na província de Shinano. Depois, Itakura Shigehiro foi mandado para o domínio de Fukushima (80000 koku) na província de Mutsu, onde seus descendentes ficaram até a Restauração Meiji em 1868 O chefe do clã recebeu o título de "Visconde" na era Meiji.[3]
- Outro ramo foi criado em 1661.[2] Os membros do clã residiram sucessivamente em 1681 no domínio de Annaka (15000 koku) na província de Kōzuke; em 1702 no domínio de Izumi (20000 koku) em Mutsu; em 1746 no domínio de Sagara (25000 koku) na província de Tōtōmi; e de 1749 a 1868 no domínio de Annaka (30,000 koku). O chefe do clã recebeu o título de "Visconde" na era Meiji.[3]
- Outro ramo surgiu em 1683.[2] TEsse remo viveu de 1699 a 1868 no domínio de Niwase (20000 koku) na província de Bitchū. O chefe do clã recebeu o título de "Visconde" na era Meiji..[3]

## Membros notáveis do clã
Itakura Katsukiyo, o famoso oficial do xogunato, foi um membro proeminente do clã no século XIX. Outro foi Itakura Shigemasa, o primeiro líder das forças xogunais na Rebelião de Shimabara; Shigemasa foi morto em ação.
- Itakura Katsushige, 1542–1624 – 2º Kyoto shoshidai.[1]
- Itakura Shigemune, 1587–1656 – 3º Kyoto shoshidai.[1]
- Itakura Shigesato, 1620–1660
- Itakura Shigemasa, 1588–1638
- Itakura Shigenori, 1617–1673 – 5º Kyoto shoshidai.[1]
- Itakura Shigetane, 1640–1705
- Itakura Shigehiro
- Itakura Katsukiyo, 1823-1889
- Itakura Katsukiyo
- Itakura Katsunori – Membro da nobreza (1925).[5]